# Trichospolas arterialis
Trichospolas arterialis là một loài bướm đêm trong họ Noctuidae.